# Model Hartle’a-Hawkinga

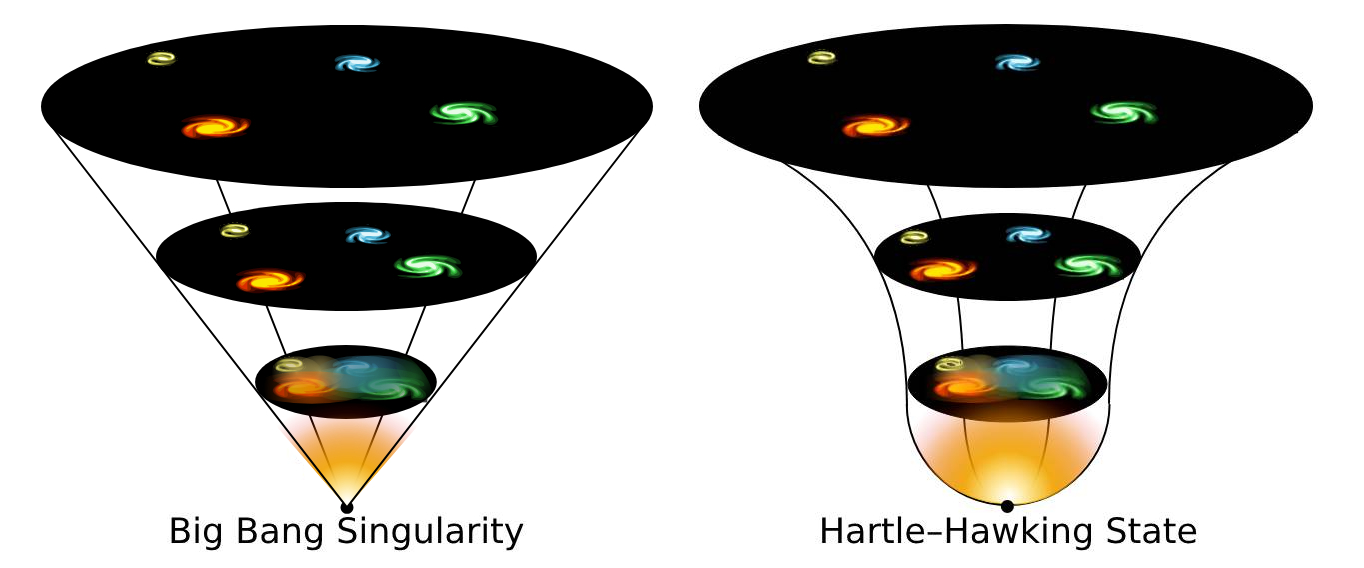
Model Wielkiego Wybuchu oraz stanu Hartle’a-Hawkinga

Model Hartle’a-Hawkinga – propozycja kwantowego wyjaśnienia początku Wszechświata, jaką w 1983 roku podali James Hartle oraz Stephen Hawking. 
Obecnie jednym z najważniejszych problemów fizyki oraz filozofii przyrody jest niemożliwość podania spójnego opisu początkowej fazy istnienia Wszechświata, zwanej erą Plancka. Korzystając z narzędzi wykorzystywanych w mechanice kwantowej, takich jak rotacja Wicka czy całkowanie po drogach Feynmana fizycy uznali, że przedstawiony przez nich model ewolucji Wszechświata wyjaśnia jego genezę. Ponieważ, w związku z zastosowaniem tych narzędzi, współrzędna czasowa została przemnożona przez jednostkę urojoną, okazało się, iż czas posiadał w najwcześniejszej fazie istnienia Wszechświata inną naturę niż obecnie – był nieodróżnialny od wymiarów przestrzennych. W związku z ową aczasową naturą wymiaru czasowego Stephen Hawking uznał, iż mówienie o czasowym początku Wszechświata jest bezsensowne. To przekonanie stało się źródłem słynnego twierdzenia Hawkinga, że „Wszechświat spontanicznie wyłonił się z niczego”, które często wyrażał w wydanej w 2010 roku (wspólnie z L. Mlodinowem) książce Wielki Projekt.